# Rita Mattei

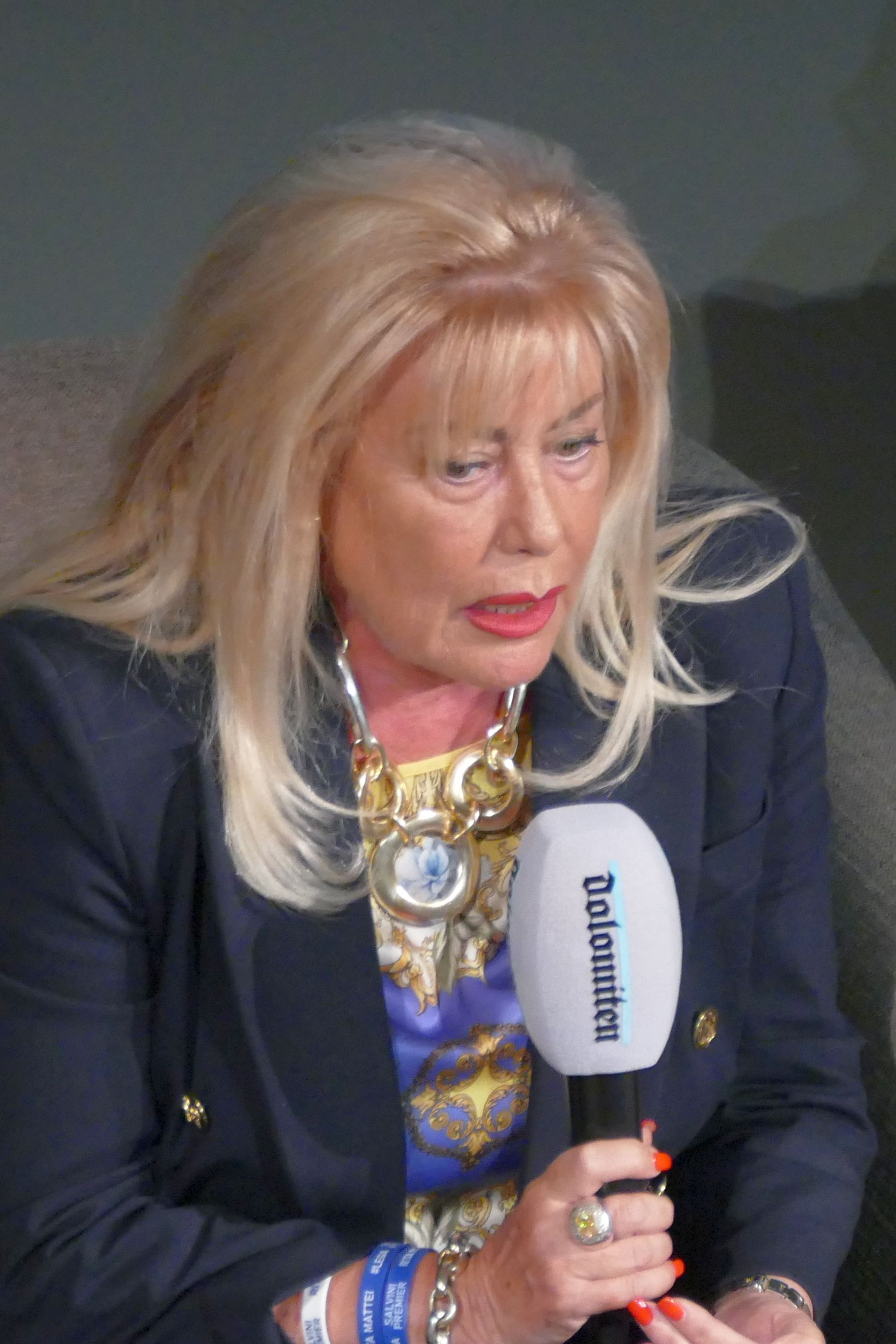
Rita Mattei im Oktober 2023

Rita Mattei (* 6. Oktober 1958 in Meran) ist eine italienische Politikerin.

## Biographie
Mattei führt ein Buchhaltungs- und Steuerbüro in Meran. 2015 bewarb sie sich als Kandidatin der Lega Nord um das Bürgermeisteramt ihrer Heimatstadt und zog in den Gemeinderat ein. Bei den Landtagswahlen 2018 konnte Mattei mit 2.381 Vorzugsstimmen ein Mandat für den Südtiroler Landtag und damit gleichzeitig den Regionalrat Trentino-Südtirol erringen. Am 25. Jänner 2019 wurde sie zur Landtagsvizepräsidentin gewählt, zur Halbzeit der Legislaturperiode übernahm sie 2021 im Rahmen des Rotationsprinzips die Präsidentschaft. Bei den Landtagswahlen 2023 verpasste sie mit 486 Vorzugsstimmen die Wiederwahl.